# Аргилос (дем Кожани)
Вижте пояснителната страница за други значения на Еникьой.
А̀ргилос или Еникьой (на гръцки: Άργιλος, до 1927 година Ισλαμλή, Еникьой) е село в Гърция, в дем Кожани, област Западна Македония.

## География
Аргилос е разположено на 720 m надморска височина, на 5 km югозападно от Кожани.

## История

### В Османската империя
В края на XIX век Еникьой е турско село в Кожанска каза на Османската империя. Според статистиката на Васил Кънчов („Македония. Етнография и статистика“) през 1900 година в Ени Кьой, Кожанска каза, има 125 турци.
На Етнографската карта на Битолския вилает на Картографския институт в София от 1901 година Инекьой е чисто турско село в Кожанската каза на Серфидженския санджак с 57 къщи.
Според статистика на Серфидженския санджак на гръцкото консулство в Еласона от 1904 година в Еникьой (Γενήκιοι), Кожанска каза, живеят 285 турци.

### В Гърция
През Балканската война в 1912 година в селото влизат гръцки части и след Междусъюзническата в 1913 година остава в Гърция. В 1913 година селото (Γενή Κιόι) има 326 жители. През 20-те години населението му се изселва в Турция и на негово място са настанени бежанци от Турция. В 1928 година селото е изцяло бежанско с 50 семейства и 226 жители бежанци.
През 1927 името на селото е сменено на Аргилос.
Населението традиционно произвежда жито, тютюн и други земеделски продукти.
| Име        | Име          | Ново име        | Ново име        | Описание                        |
| ---------- | ------------ | --------------- | --------------- | ------------------------------- |
| Палия Буру | Παλιά Μποροΰ | Палиес Апотикес | Παλιές Άποθήκες | връх на СИ от Аргилос (781,5 m) |

| Година    | 1913 | 1920 | 1928 | 1940 | 1951 | 1961 | 1971 | 1981 | 1991 | 2001 | 2011 | 2021 |
| --------- | ---- | ---- | ---- | ---- | ---- | ---- | ---- | ---- | ---- | ---- | ---- | ---- |
| Население | 326  | 366  | 313  | 320  | 317  | 292  | 234  | 208  | 257  | 285  | 379  | 340  |